# Apeductul Vanvitelli

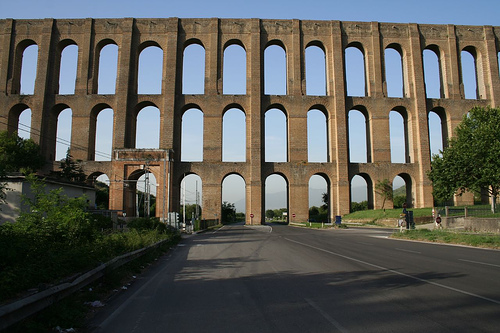
Apeductul Vanvitelli

Apeductul Vanvitelli (în italiană Acquedotto di Vanvitelli sau Acquedotto Carolino) a fost construit cu scopul de a rezolva problema alimentării cu apă a bazinelor și cascadelor din parcul palatului regal din Caserta. De asemenea a contribuit și la alimentarea cu apă potabilă a orașelor Caserta și Napoli. Întregul sistem de captare al apei are o lungime de 38 km, majoritatea traseului fiind subteran. Construcția a început în anul 1753. 
Apeductul propriu-zis se înalță deasupra văii dintre munții Longano și Gargano. Apeductul numit și Ponti della Valle are o înălțime de 95 m și o lungime de 529 m. Este asemănător apeductelor din epoca romană fiind etajat, având trei nivele. Construcția a fost finalizată în anul 1762. În onoarea regelui Carol al III-lea a fost numit „apeductul carolin”.